# Gui Haichao
Gui Haichao (Yunnan Xidian. novembro de 1986), é um taikonauta e membro do Partido Comunista da China. Ele se filiou ao CPC em julho de 2020 e é professor da Universidade de Aeronáutica e Astronáutica de Pequim e supervisor de Ph.D. 
Em setembro de 2020, foi selecionado como especialista em carga útil no terceiro grupo de taikonautas chineses e, em junho de 2022, foi selecionado para a tripulação da missão tripulada Shenzhou 16. Ele também foi o primeiro membro militar não ativo do corpo de taikonauatas a ser selecionado para voar.

## Biografia
Ele estudou na Escola Primária Central de Yao Guan (atualmente Escola Central da Cidade de Yao Guan no Condado de Shidian) e na Escola de Ensino Médio de Yao Guan (também conhecida localmente como "Shidian Three Middle School") e foi admitido na Escola Aeroespacial da Universidade de Aeronáutica e Astronáutica de Pequim em 2005 com a nota máxima em ciências no Condado de Shidian. Ele obteve o título de PhD.
Realizou seu primeiro voo espacial a bordo da Shenzhou 16.